# Yoshiteru Yamashita
Yoshiteru Yamashita (jap. 山下 芳輝, Yamashita Yoshiteru; * 21. November 1977 in Fukuoka, Präfektur Fukuoka) ist ein ehemaliger japanischer Fußballspieler.

## Nationalmannschaft
2001 debütierte Yamashita für die japanische Fußballnationalmannschaft. Yamashita bestritt drei Länderspiele. Mit der japanischen Nationalmannschaft qualifizierte er sich für die Konföderationen-Pokal 2001.